# الأميرة آن (دوقة كالابريا)
الأميرة آن، دوقة كالابريا (بالفرنسية: Anne d'Orléans)‏ (4 ديسمبر 1938) هي إبنه هنري، كونت باريس وإيزابيلا أميرة أورليان-براغانزا.

## معرض صور